# Srečko
Srečko  è un nome proprio di persona sloveno maschile.

## Varianti
- Maschili
  - Ipocoristici: Srečo[1]
  - Composti: Srečoslav[1]
- Femminili: Srečka[1]

### Varianti in altre lingue
- Croato: Srećko[2][4], Srećan[2]
- Serbo: Срећко (Srećko)[4]

## Origine e diffusione
Il nome deriva dalla parola sreča, sreća, che significa "fortuna", "felicità". Viene talvolta considerato un corrispondente del nome Felice.
In Slovenia, risulta essere il 55º prenome maschile più diffuso, portato nel 1971 da 5124 persone, nel 1994 da 5324, nel 2008 da 4727 e nel 2010 da 4677.
Anche in Serbia risulta essere tra i primi 100 nomi maschili più diffusi.

## Onomastico
Il nome è adespota, ossia privo di santo patrono; l'onomastico si può festeggiare il 1º novembre, festa di Ognissanti, ma solitamente le persone che si chiamano così festeggiano il proprio onomastico lo stesso giorno del nome Felice (ad esempio il 30 agosto, in memoria di san Felice, martire sotto Diocleziano).

## Persone

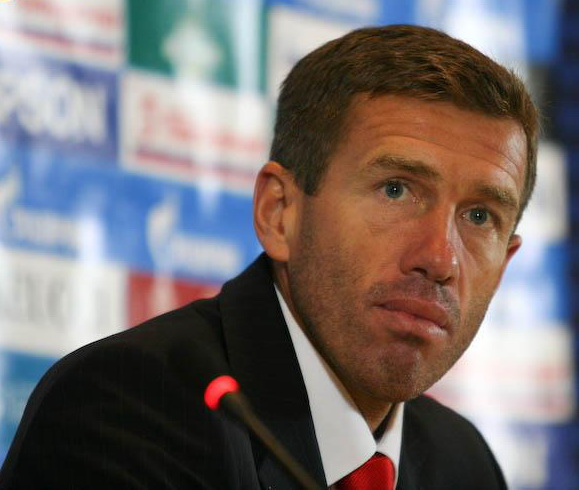
Srečko Katanec

- Srečko Katanec, calciatore e allenatore di calcio sloveno
- Srečko Kosovel, poeta e critico letterario sloveno

### Variante Srećko
- Srećko Bogdan, calciatore croato
- Srećko Juričić, calciatore e allenatore di calcio croato
- Srećko Lisinac, pallavolista serbo